# Exarsis
Gli Exarsis sono un gruppo musicale thrash metal greco costituitosi nel 2009 a Kiato.

## Storia
La band fu fondata nel 2009 dal bassista Chris Poulos e dal batterista George Oikonomou. Poco dopo, anche il chitarrista Chris Tsitsis si unì alla band e iniziarono a suonare cover delle canzoni delle loro band preferite. Nel febbraio 2010, il chitarrista Panayiotis Tsitsis si unì alla band, seguito a luglio dal cantante Alexis Papatheofanous. La band registrò una prima demo a settembre, che fu venduta durante i concerti seguenti; essa includeva due canzoni e una variante della copertina di una canzone dei Whiplash. La band pubblicò nel 2011 il proprio album di debutto Under Destruction, prodotto e registrato dalla band e distribuito dalla Athens Thrash Attack Records e la Eat Metal Records. Nell'estate del 2012, la band andò ai GrindHouse Studios per registrare il secondo album The Brutal State, prodotto da George Bokos, ex componente dei Rotting Christ e dei Nightfall, e mixato da Vasilis Gouvatsos. A settembre, venne pubblicato il video musicale della canzone Toxic Terror su Youtube. Nel 2013, il chitarrista Chris Tsitsis lasciò la band per unirsi ai Suicidal Angels e, nel frattempo, la band ha firmato un contratto con la MDD Records.

## Formazione

### Formazione attuale
- Alexis Papatheofanous - voce (2009-)
- Chris Poulos - basso elettrico (2009-)
- George Oikonomou - percussioni (2009-)
- Panayiotis Tsitsis - chitarra (2013-)

### Ex componenti
- Chris Tsitsis - chitarra (2009-2013)

## Discografia

### Album in studio
- 2011 - Under Destruction
- 2013 - The Brutal State
- 2015 - The Human Project
- 2017 - New War Order

### Demo
- 2010 - Demo, autoprodotto

### Split album
- 2011 - 3 Ways of Thrashers (con NadimaČ e Kasatura)

## Stile e influenze musicali
Le canzoni della band trattano principalmente di teoria del complotto. Il bassista Chris Poulos rivelò che la band è influenzata dalle sonorità di band come Violator, Vio-lence, Nuclear Assault e Cross Examination. Secondo Marcel Rapp, le sonorità di The Brutal State possono essere accostate a quelle di gruppi come Municipal Waste, Pessimist, Violator, Total Annihilation e Gama Bomb.